# Michael Huber (Jurist)
Michael Huber (* 1949) ist ein deutscher Rechtswissenschaftler.

## Leben
Nach dem Studium (1969–1974) der Rechtswissenschaften an der Universität Regensburg war er ab 1976 Richter am Amtsgericht Viechtach und wechselte im Anschluss zur Staatsanwaltschaft Deggendorf. Ab August 1979 war er als Richter am Amtsgericht Freyung und anschließend am Landgericht Passau tätig. Von 1985 bis 1988 war er wissenschaftlicher Mitarbeiter am Bundesgerichtshof. Danach kehrte er als Richter zum Landgericht Passau zurück, bis er im Januar 1998 zum Vizepräsidenten des Landgerichts Deggendorf ernannt wurde. Nach langjähriger Tätigkeit als Lehrbeauftragter an der Universität Passau wurde er im März 1997 zum Honorarprofessor für bürgerliches Recht und Zivilprozessrecht bestellt. Von 2004 bis 2016 war er Präsident des Landgerichts Passau.

## Schriften (Auswahl)
- Das Beweismass im Zivilprozess. Heymann, Köln 1983, ISBN 3-452-19524-4 (Dissertation).
- mit Johannes Hofer: Das Strafurteil – Grundfragen zu Aufbau und Abfassung von Verurteilung, Freispruch und Einstellung. 3. Auflage. C.H. Beck, München 2016, ISBN 978-3-406-69603-9.
- Das Zivilurteil – Grundfragen zu den Urteilen erster Instanz, Arrest und einstweiliger Verfügung, den Entscheidungen im Klauselverfahren und in der Zwangsvollstreckung sowie zum Berufungsurteil. 2. Auflage. Beck, München 2003, ISBN 3-406-49991-0.
- Anfechtungsgesetz - Beck'sche Kurz-Kommentare. 11. Auflage. C.H. Beck, München 2016, ISBN 978-3-406-65235-6.
- mit Haans Haarmeyer und Jens M. Schmittmann (Hrsg.): Praxis der Insolvenzanfechtung. 4. Auflage. Carl Heymanns, Köln 2020, ISBN 978-3-452-29191-2.